# Callipogonius
Callipogonius is een kevergeslacht uit de familie van de boktorren (Cerambycidae). De wetenschappelijke naam van het geslacht werd voor het eerst geldig gepubliceerd in 1935 door Linsley.

## Soorten
Callipogonius omvat de volgende soorten:
- Callipogonius cornutus (Linsley, 1930)
- Callipogonius hircinus (Bates, 1885)